# Irrédentisme russe
Ne doit pas être confondu avec Grande Russie ou Grande Russie (parti politique).

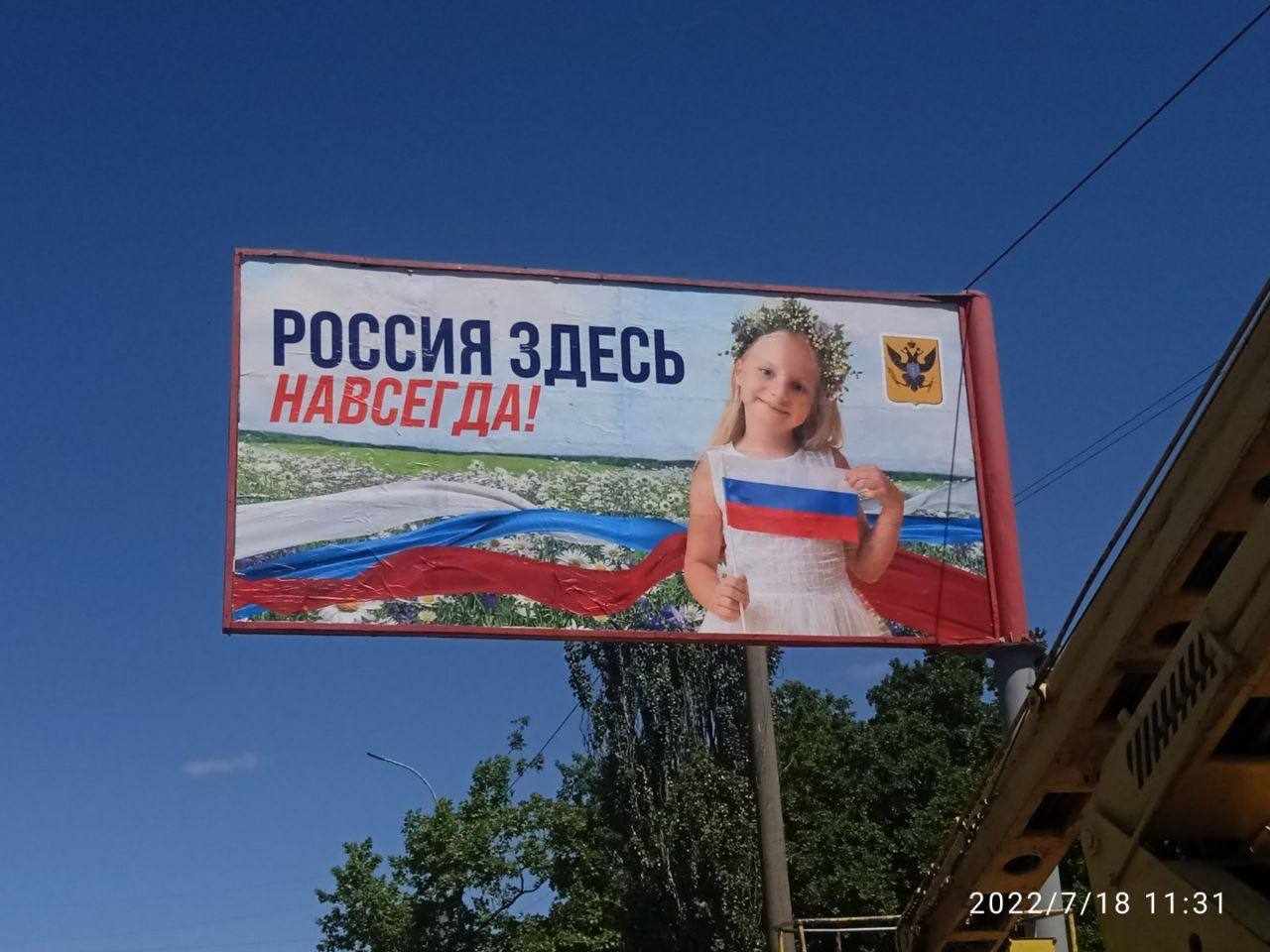
Affiche de propagande affichée en 2022 dans Kherson occupée et proclamant que la « Russie est là pour toujours ».

L’irrédentisme russe fait généralement référence aux revendications irrédentistes de certaines parties de l’ancien Empire russe ou de l’URSS formulées au XXIe siècle en fédération de Russie, dans le cadre de la réémergence de la Russie comme superpuissance.
L’annexion de la Crimée en 2014 puis des oblasts du sud et l'est de l'Ukraine en 2022 ont été partiellement expliqués comme revendications irrédentistes. Les autres conflits post-soviétiques sont des affrontements entre les forces favorables à de nouvelles formes d’union autour de la Russie (Communauté des États indépendants, Union économique eurasiatique ou Organisation du traité de sécurité collective) et celles qui s’y opposent, mais sans revendication territoriale explicite de la part de la Russie,.

## Histoire

### Empire russe
Du XVIe au XXe siècle environ, l’Empire russe suivit une politique expansionniste sans justifications irrédentistes, mais plutôt religieuses : l’expansion au détriment de la Pologne-Lituanie « délivrait » les orthodoxes russes, biélorusses et ukrainiens de la domination de l'aristocratie catholique polono-lituanienne, et la conquête de parties de l’Empire ottoman dans les Balkans et le Caucase permit de placer les chrétiens orthodoxes (arméniens, bulgares, géorgiens, grecs, roumains, serbes) sous la protection du Tsar qui se considère comme l'héritier avec la mission de sauver le monde en tant que détentrice de la vraie foi chrétienne (orthodoxe) à la chute de Constantinople en 1453,.
L'empire s'agrandit de ce fait de 140 km² par jour sous la dynastie des Romanov.

### Union soviétique
Au XXe siècle, c’est la « délivrance » du prolétariat de l’ex-Empire russe et des nations voisines qui justifia la politique expansionniste soviétique, l’URSS s’auto-définissant comme un « État ouvrier », cette tendance s'inscrivant dans le messianisme russe,,.
L'indépendance de l'Ukraine redevenue une République de 1917 à 1922, est rattachée à nouveau à l'URSS à l'issue de la guerre civile après la révolution de 1917 voyant la fin de l'empire russe. Néanmoins, le régime soviétique va renouer avec les pratiques issus du régime précédent avec l'instauration d'une nouvelle police politique, la tcheka notamment.
Cette politique expansionniste aboutit au Pacte Germano Soviétique en Août 1939 conduisant à la disparition de l'état de Pologne recréé en 1918 à la suite du traité de Versailles en 1918, de l'annexion et l'occupation des Pays Baltes et de l'attaque de la Finlande pendant l'hiver de 1940 qui sut conserver son indépendance par sa résistance.
De 1941 à 1945, certains comme les Pays Baltes annexés de force ou l'Ukraine, dont la population civile a été lourdement traumatisée par la famine artificielle provoquée par les autorités soviétiques, l'Holodomor en 1933, voient se développer des mouvements politiques désireux de s'engager aux cotés de l'Allemagne Nazie afin de recouvrer leur indépendance.
À la fin de la Seconde Guerre mondiale, cette politique à la chute de définitive du Troisième Reich par l'action conjointe de l'URSS et des Alliés, mène à l'instauration par l'Union soviétique d'une imposition de Républiques populaires, véritables décalques du système autoritaire soviétique sans droit à l'auto-détermination pour les différents pays conquis par l'Armée Rouge de 1943 à 1945. Staline n'applique pas le principe d'élections libres malgré sa promesse faite à Yalta en 1944 à Roosevelt et Churchill.
L'empire soviétique est alors à son apogée avec 22,4 millions de km². Elle bénéficie de l'aura et du prestige tirée de la gloire d'être parmi les puissances victorieuses de l'Allemagne nazie en 1945 tout en conservant les bénéfices du Pacte Germano Soviétique. Les pays placés sous sa direction de manière contrainte sont la Pologne, la Roumanie, la Bulgarie, les Pays baltes (l'Estonie, la Lituanie, la Lettonie), la Tchécoslovaquie, la Moldavie, la Hongrie.
Néanmoins, en juin 1989, face au processus de désintégration en cours du Bloc de l'Est mené par les Pays Baltes et la Pologne en tête et doublé du processus de dislocation de l'URSS en proie à de très graves difficultés internes et amplifiées par la Glasnost et Perestroïka de Mikhail Gorbatchev pour tente de sauver le communisme, les protocoles secrets sont révélés à l'opinion publique russe pour la première fois. Ils sont reconnus comme une déviation par rapport aux principes mêmes léninistes de politique étrangère.

### Post-URSS
Après la dislocation de l'URSS en 1991, la fédération de Russie sembla aux yeux du public international avoir renoncé à l’expansion territoriale ou à l’irrédentisme, malgré les quelque 25 millions de Russes ethniques et de russophones vivant dans des pays voisins conséquence de la politique de russification. Stephen M. Saideman et R. William Ayres affirment que la Russie a suivi une politique non-irrédentiste dans les années 1990, un facteur défavorable à l’irrédentisme étant la focalisation de l’intérêt des gouvernants, en grande majorité issus de la nomenklatura soviétique, pour la consolidation de leur pouvoir et de leur emprise sur l’économie en Russie même pendant la difficile période de transition. En outre, aucune politique efficace d’irrédentisme populaire séduisant l’électorat n’avait encore été trouvée et les personnalités politiques proposant de telles idées n’ont pas eu de succès électoraux. Les personnalités politiques nationalistes russes avaient tendance à se concentrer sur les menaces internes (« étrangers ») plutôt que sur les intérêts des Russes extérieurs à la fédération.
L’annexion de la Crimée en 2014 prouverait, selon plusieurs experts, que depuis le début du XXIe siècle la Russie adhère à l’irrédentisme,.
L’annexion de la Crimée a donné lieu à une nouvelle vague de nationalisme russe désormais appelé « patriotisme », une grande partie du mouvement d’extrême droite russe aspirant à annexer encore plus de terres au détriment de l’Ukraine, notamment la Novorossiya. Vladimir Socor a interprété le discours de Vladimir Poutine après l’annexion de la Crimée comme un « manifeste de l'irrédentisme de la Grande-Russie » de facto.